# 訴訟判決
訴訟判決（そしょうはんけつ）とは、民事訴訟において、審判の対象となる権利義務又は法律関係の有無について判断せずに、訴訟要件が充足していないことなどを理由として下される判決をいう。
例えば、訴えの利益があることは訴訟要件の一つであるが、訴えの利益を欠く訴えは判決により却下される。この却下判決は審判の対象となっている権利義務又は法律関係の有無について何ら判断せずに、訴訟要件が充足されていないことを理由にされているものであるから、訴訟判決の一つである。